# Церковь в Кесялахти
Церковь в Кесялахти (Китее) — это церковное здание, спроектированное архитекторами Айли и Ниило Пулкка и находящееся в бывшем муниципалитете Кесялахти. Нынешняя церковь была построена в 1950 году на месте деревянной церкви, разрушенной при бомбежке во время Карельского восстания. Колокольня недалеко от церкви построеннаа Мартти Петрелли в 1770 году. Церковь в Кесялахти имеет статус дорожной церкви.

### Строительство церкви
Строительство церкви стало возможным благодаря пожертвованию лютеранских церквей Америки. Строительство началось осенью 1949 года, и 3 сентября 1950 года была открыта новая церковь, представляющая простой, традиционный, церковно-строительный стиль.
В церкви около 450 мест, есть возможность увеличить пространство за счет раздвижных стен с прилегающими залами. 23-голосовой механический орган, изготовленный органным мастером Гансом Генрихом, был приобретен для церкви в 1984 году. Люстры церкви были выполнены по проекту Айли и Ниило Пулкка. Алтарь 1997 года, ткань алтаря и кафедры была пожертвована семейством Линдеберг — владельцами особняка Мянтюниеми. Распятие алтаря было сделано Лео Карппаненом. Надалтарная икона Иисус на Масличной горе работы Эрика Лефгрена привезена из бывшей церкви Яккима.
В старом приходском зале находится копия картины Альберта Эдельфельта «Христос и Маталин», которую написал художник, учитель рисования Алли фон Боехмин. Церковный колокол был изготовлен в Стокгольме во времена пастора Моландера в 1774 году.
Новый приходской зал, кухня и комната для собраний нижнего этажа были построены в 1990-91 годах. Церковь была отремонтирована в 1991 году. Новая крыша была сделана в 1997 году.

### Колокольня
Колокольня получила награду «Культурное Наследие» от европейской организации Europa Nostra в 2009 году. По мнению членов комитета, колокольня была искусно восстановлена, что позволило «колокольне остаться для будущих поколений уникальным образцом европейского традиционного деревянного зодчества». Подготовка к реставрации и сама реставрация проходили под руководством группы экспертов, которую возглавили специалисты центра по охране окружающей среды Северной Карелии и церковного прихода Кесялахти. Реставрация колокольни включала в себя также обновление нижней части кровельного гонта. Помимо ремонтных работ, проект включал в себя изучение истории здания, подготовку процесса реставрации, консультации по реставрации, а также временную выставку. Верхняя часть гонтовой кровли колокольни была заменена в 1994 году.

#### Возраст колокольни
По данным Музейного ведомства Финляндии колокольня была построена в 1835—1836 годах. Весной 2005 года одновременно с изучением истории колокольни было проведено дендрохронологическое исследование возраста стволовой древесины, используемой в здании, и проведен анализ, была ли колокольня перемещена на нынешнее место. В результате исследования было установлено, что колокольня была собрана на нынешнем месте из нового бруса в 1835—1836 годах. Исследование также показало, что обновляемая гонтовая кровля была сделана в 1836 году, хотя как и гонт кровли, так и гвозди для неё, возможно, были заимствованы из старой колокольни, построенной в 1770 году.
В истории прихода, напротив, указывается, что колокольня была построена в 1770 году, и в 1836 году она была перенесена на место рядом с третьей церковью, возведенной в 1830-х годах. За работы по переносу отвечал Давид Рахикайнен, и под его руководством после переноса колокольня была обшита деревом.

### Предыдущие церкви
Предыдущая, третья по счету деревянная церковь была возведена в 1830-х годах по проекту архитектора Чарльза Басса. Руководил строительством Давид Рахикайнен. Приходу было приказано построить новую церковь ещё в 1815 году, но принятие решения о строительстве затянулось до 1830 года. Эта церковь была разрушена 2 июля 1941 года при бомбежке во время Советско-финская война (1941—1944). Старая колокольня уцелела. 
Единственное сохранившееся упоминание о первой церкви прихода — это пометка на карте Кесялахти 1640-х годов. Следующую церковь начали строить в Уукуниеми, но она сгорела практически сразу после того, как работы были закончены. Строительство второй церкви в Кесялахти началось в 1746 году, на месте строительства первой церкви. За строительные работы отвечал Эскиль Каллениус. Колокольня построена в 1770 году.

### Деревенская церковь Вяарянмяки
Временная, собранная из бараков церковь, использовавшаяся в 1943-1950 годах, была перенесена в 1955 году в деревню Виллала на место рядом с кладбищем Вяарянмяки.